# John Curwen
John Curwen (Heckmondwike, 14 novembre 1816 – Manchester, 26 maggio 1880) è stato un educatore inglese e pastore congregazionalista, ricordato principalmente per aver sviluppato e divulgato su vasta scala il tonic sol-fa, metodo di solmisazione moderno ideato da Sarah Ann Glover.

## Biografia
Discendente da una delle più antiche famiglie inglesi, John Curwen iniziò la sua formazione al Wymondley College di Hertfordshire, per poi trasferirsi a Londra, dove studiò dapprima al Coward College e infine all'University College. Il padre, Spedding Curwen, fu anch'egli un pastore congregazionalista; John si dedicò all'attività evangelica a partire dal 1838 ma la portò avanti a tempo pieno solo fino al 1867, anno in cui decise di dedicarsi maggiormente alla diffusione del sistema sol-fa.
Curwen, che conosceva i principi educativi di Pestalozzi, non ebbe alcuna formazione in materia musicale ma nel 1841 entrò in possesso dello Scheme for Rendering Psalmody Congregational manuale scritto da Sarah Ann Glover nel 1835 per illustrare il suo Norwich sol-fa system ideato per insegnare, in particolare modo ai giovani, il canto a prima vista. Il metodo, così appreso, funzionò; in breve imparò a leggere la musica e successivamente impartì il sistema ai suoi alunni della scuola domenicale di Stowmarket dove, al tempo, ricopriva il ruolo d'insegnante.
Nel corso degli anni le intenzioni di Curwen rispetto alle finalità del metodo cambiarono; mentre inizialmente il suo utilizzo era volto ad un successivo apprendimento della lettura a prima vista di uno spartito tradizionale, al punto da adottare nelle sue pubblicazioni anche i pentagrammi, questi ultimi vennero definitivamente esclusi a partire dal 1872. Tornò quindi esclusivamente alle intenzioni originali, ossia rendere quanto più accessibile possibile l'apprendimento musicale a tutte le età e classi sociali.

## Nascita e diffusione del Tonic Sol-fa

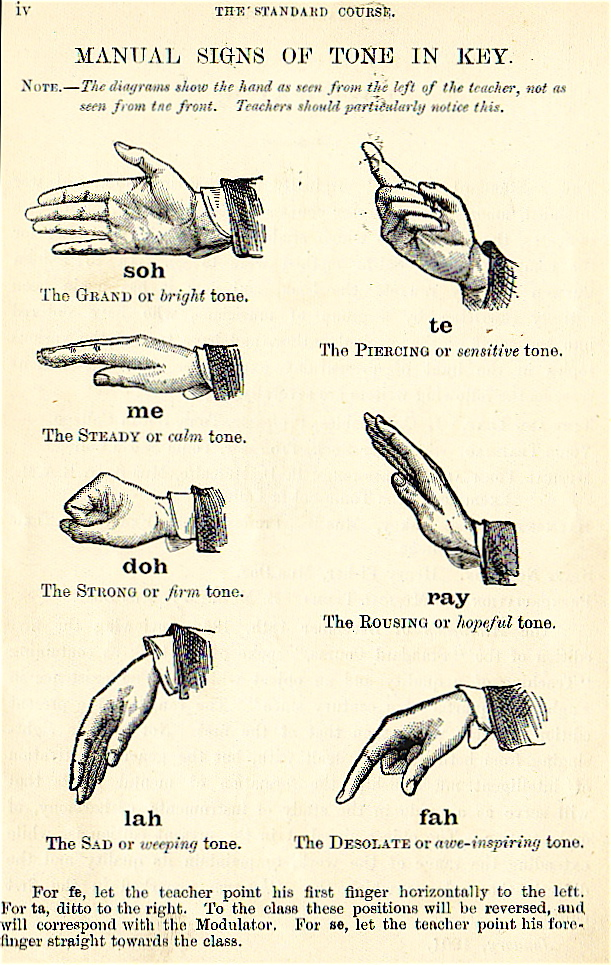
I segni indicanti le altezze del metodo, tratto dal suo Standard Course of Lessons

L'entusiasmo verso questo metodo fu tale che l'anno seguente pubblicò una serie di articoli di musica basati su quanto appreso e nel 1843 uscì il suo Singing for Schools and Congregations. Già a partire da questi scritti Curwen iniziò a incorporare delle sue modifiche al metodo della Glover, compresi una serie di gesti indicanti le altezze, e per distinguere il suo lavoro da quello originale lo rinominò Tonic sol-fa system. Curwen, tuttavia, apportò e diffuse le sue modifiche senza il consenso della Glover e questo fu causa di attriti tra i due. Attinse inoltre anche al lavoro del francese Aimé Paris, specialmente per quanto riguarda la notazione ritmica.
Nel 1845 sposò Mary Thompson e insieme ebbero quattro figli tra cui John Spencer che gli successe alla guida della casa editrice musicale Curwen & Sons, Ltd fondata nel 1863 e che continuò la sua opera di divulgazione.  Nel 1851 fondò il periodico Tonic Sol-fa reporter e nel 1853 la Tonic Sol-fa Association (divenuta poi English Schools Music Association) che diede un contributo considerevole alla diffusione su vasta scala del metodo nelle scuole. Nel 1879 fondò il Tonic Sol-fa College (in seguito Curwen Memorial College).
Il sistema, basato sul do mobile, utilizza le sillabe doh, ray, fah, soh, lah, te, per indicare i gradi di qualsiasi tonalità; esse rappresentano le altezze relative e non assolute, quindi rimangono invariate di posizione a prescindere dalla tonalità di riferimento. Questo vuol dire che il primo grado di una tonalità maggiore verrà sempre indicato con doh. Le tonalità minori, invece, sono viste come il modo derivato dal sesto grado della scala maggiore e perciò la loro nomenclatura parte dal lah per terminare con  soh. Queste sillabe vengono scritte, poi, nel sistema di notazione mediante le loro abbreviazioni e quindi con le iniziali d, r, f, s, l, t. Le alterazioni sono indicate con l'aggiunta delle vocali e, per i diesis, e a, per i bemolle. Ogni movimento è diviso da i : mentre le pause sono ricavate utilizzando gli spazi. La durata di ogni suono è indicata tramite linee orizzontali.

## Opere
Di seguito è riportato un elenco parziale:
- Singing for Schools and Congregations: a Grammar of Vocal Music (1843)
- The Standard Course of Lessons and Exercises in the Tonic Sol-fa Method (1858)
- The Teacher's Manual of the Tonic Sol-fa Method (1878)
- Musical Theory (1879)